# Grande Cáucaso
Grande Cáucaso ou Cáucaso Maior (em russo:  Большой Кавказ, em azeri:  Böyük Qafqaz Dağları) é a maior subcordilheira da cordilheira do Cáucaso.
Com cerca de 1 200 km de comprimento e até 160 km de largura, a cordilheira estende-se, de oeste-noroeste para leste-sudeste, desde a península de Taman, no mar Negro, até a península de Absheron, no mar Cáspio - desde a Reserva Natural da Biosfera do Cáucaso (Cáucaso Ocidental), nos arredores de Sóchi (costa nordeste do mar Negro), até a periferia de Bacu, no mar Cáspio.

## Geografia
A gama é tradicionalmente separada em três partes:
- O Cáucaso Ocidental entre o Mar Negro e o Monte Elbrus
- O Cáucaso Central entre o Monte Elbrus e o Monte Kazbek
- O Cáucaso Oriental entre o Monte Kazbek e o Mar Cáspio

No Cáucaso Ocidental, mais úmido, as montanhas são densamente florestadas (floresta decídua de até 1 500 metros (4 900 pés), floresta de coníferas de até 2 500 metros (8 200 pés) e prados alpinos acima da linha das árvores). No Cáucaso oriental, mais seco, as montanhas são em sua maioria sem árvores.

## Fronteira Europa-Ásia
A bacia hidrográfica do Cáucaso também é considerada por alguns como a fronteira entre a Europa Oriental e a Ásia Ocidental. A parte europeia ao norte da bacia hidrográfica é conhecida como Ciscaucásia; a parte asiática ao sul como Transcaucásia, que é dominada pela cordilheira do Cáucaso Menor e cuja porção ocidental converge com a Anatólia Oriental.
A maior parte da fronteira da Rússia com a Geórgia e o Azerbaijão corre ao longo da maior parte do comprimento do Cáucaso. A Estrada Militar da Geórgia (Darial Gorge) e a Rodovia Transcaucasiana atravessam esta cordilheira em altitudes de até 3 000 metros (9 800 pés).

## Bacia hidrográfica
O divisor de águas do Cáucaso foi a fronteira entre a província do Cáucaso do Império Russo no norte e o Império Otomano e a Pérsia no sul (1801) até a vitória russa em 1813 e o Tratado do Gulistão, que mudou a fronteira do Império Russo para dentro da Transcaucásia. A fronteira entre a Geórgia e a Rússia ainda segue a bacia hidrográfica quase exatamente (exceto a fronteira ocidental da Geórgia, que se estende ao sul da bacia hidrográfica, e uma estreita faixa de território no noroeste de Caquécia e norte de Misqueta-Montanhas, onde a Geórgia se estende ao norte da bacia hidrográfica), enquanto o Azerbaijão está ao sul da bacia hidrográfica, exceto que seu canto nordeste tem cinco distritos ao norte da bacia hidrográfica (Khachmaz, Quba, Qusar, Shabran e Siazan).